# 상봉 프레미어스 엠코
상봉 프레미어스 엠코타워(영어: Sangbong Premier's Amco Tower), 상봉 프레미어스 엠코(영어: Sangbong Premier's Amco)는 대한민국 서울특별시 중랑구 상봉동에 위치한 아파트다. 총 497세대, 총 3개동, 총 지상 48층, 개별난방, 도시가스로 구성되며 도시정비사업의 일환으로써, 타워 3개 동과 상업시설로 구성되어 있는 철근 콘크리트 건축물이다. 주변에 건물들이 있다..
주변에는 홈플러스 상봉점, 이마트 상봉점, 코스트코 상봉점, 상봉 듀오트리스, 한일 써너스빌 리젠시, 상봉역, 망우역 등등이 있다.

## 역사
2010년에 분양하였고 이후 착공하여 2013년에 완공하였고 같은 해 11월에 개장하고 입주하였다. 2014년에는 현대엔지니어링이 상봉 프레미어스 엠코에 잔금 80% 3년 유예 공급하였다.

## 구성
아파트는 A동 최고 높이는 43층, 159m, B동 최고 높이는 43층, 159m, C동 최고 높이는 48층, 185m로 구성되어 있다.
| 동 명칭 | 층수 | 높이 |
| ------- | ---- | ---- |
| A동     | 43층 | 159m |
| B동     | 43층 | 159m |
| C동     | 48층 | 185m |

## 특징

### 랜드마크
중랑구의 높은 랜드마크 건물은 3개의 건축물이 있다. 현재 중랑구에서 가장 높은 건축물이다. 타워팰리스와 같은 건물들이 많이 지어졌고 497세대의 초고층 아파트는 최고층이 48층, 최저층이 43층이다. 타워부에 플랫슬래브 구조로 경제성과 시공성을 고려하였으며, 건물골조시스템 (철근콘크리트 전단벽)을 적용하여 횡력에 저항하도록 구조설계를 수행하였다.

### 아파트
내부에는 방 3개, 욕실 2개, 거실, 화장실이 있으며 평면도의 면적이 높고 수십평이 있는 것이다. 옛날에 지어진 아파트 등에서 상봉 프레미어스 엠코로 이사가면 사람들이 더 넓어진다는 평가를 받으며 이 아파트에서 수십년간 생활이 가능하다. 이 건물에서 보이는 것은 아파트, 중랑구 풍경 등이다.

## 내부 시설
다음은 상봉 프레미어스 엠코타워의 내부 시설이다.
A동, B동의 경우 4층 이상부터, C동은 13층 이상부터 입주민만 출입 가능하며 외부인은 출입이 불가능하다. 각 동들은 7층 자연공원을 통해 연결되어 있어 동간 왕래가 가능하다.

### A동
| 층수                | 용도                                                                   |
| ------------------- | ---------------------------------------------------------------------- |
| 26층 ~ 43층         | 아파트                                                                 |
| 25층                | 스카이 휘트니스센터, 락커룸, 샤워실, 대피공간, 기계실                  |
| 8층 ~ 24층          | 아파트                                                                 |
| 7층                 | 자연공원, 골프연스장, 스크린골프, 락커룸, 수영장, 샤워실, 야외퍼팅장   |
| 4층 ~ 6층           | 지상주차장(입주민전용)                                                 |
| 2층 ~ 3층           | 엔터식스                                                               |
| 1층                 | 로비, 홈플러스 문화센터, 이디야, 공차, 롯데리아, 탑텐, 원더플레이스 등 |
| 지하 2층 ~ 지하 1층 | 홈플러스, 펫샵, 에슐리, 약국, 크린토피아 등                            |
| 지하 7층 ~ 지하 3층 | 지하주차장                                                             |

### B동
| 층수                | 용도                                                                   |
| ------------------- | ---------------------------------------------------------------------- |
| 26층 ~ 43층         | 아파트                                                                 |
| 25층                | 북 카페, 독서실, 대피공간                                              |
| 8층 ~ 24층          | 아파트                                                                 |
| 7층                 | 자연공원, 유컬트 볼룸, 유컬트 스튜디오, 경로당, 관리사무소, 연회장     |
| 4층 ~ 6층           | 지상주차장(입주민전용)                                                 |
| 2층 ~ 3층           | 엔터식스, 커피빈                                                       |
| 1층                 | 로비, 홈플러스 문화센터, 이디야, 공차, 롯데리아, 탑텐, 원더플레이스 등 |
| 지하 2층 ~ 지하 1층 | 홈플러스, 펫샵, 에슐리, 약국, 크린토피아 등                            |
| 지하 7층 ~ 지하 3층 | 지하주차장                                                             |

### C동
| 층수                | 용도                              |
| ------------------- | --------------------------------- |
| 35층 ~ 48층         | 아파트                            |
| 34층                | 기계실                            |
| 13층 ~ 33층         | 아파트                            |
| 9층 ~ 11층          | 교육시설                          |
| 12층                | 놀이터                            |
| 7층 ~ 8층           | 업무시설                          |
| 4층 ~ 6층           | 지상주차장(입주민전용)            |
| 3층                 | 이비인후과, 안과, 치과, 약국      |
| 2층                 | 식당가, 커피, 뷰티클리닉          |
| 1층                 | 로비, F&B, 휴대폰, 편의점, 쥬얼리 |
| 지하 1층            | 피에스타9                         |
| 지하 2층            | 중랑아트갤러리                    |
| 지하 7층 ~ 지하 3층 | 지하주차장                        |

## 교통
- ● 수도권 전철 경의·중앙선 - 망우역
- ● 수도권 전철 경춘선 - 망우역

## 같이 보기
- 대한민국의 마천루 목록
- 서울특별시의 마천루 목록